# Diana Muldaur
Diana Muldaur (n. 19 august 1938, New York) este o actriță americană care a jucat mai ales în seriale TV. Între anii 1970–1977 a jucat alături de actorul Dennis Weaver în serialul McCloud.

## Filmografie
- 1968: Star Trek: Seria originală (Enterprise) (2 episoade)
- 1971: Aur fierbinte din Calador
- 1972: The Other
- 1974: McQ s
- 1974: Născut liber ca Joy Adamson
- 1976: Trei îngeri pentru Charlie
- 1980/81: Quincy (3 episoade)
- 1985: Miss Marple
- 1986: Crimă în trei acte
- 1988/89: Star Trek: Generația următoare, ca Dr. Katherine Pulaski
- 1989-1991: L.A. Law ca Rosalind Shays